# Шехтман, Лев Шулимович
Лев Шули́мович Ше́хтман (род. 10 марта 1951, гор. Черновцы) — американский театральный режиссёр и актёр.

## Биография
Родился в 1951 году в городе Черновцы. Мать работала фармацевтом, отец прошёл Великую Отечественную войну в роли полкового разведчика. Шехтман окончил среднюю школу в родном городе. В 14 лет поступил в детский Пионерский театр г. Черновцы, где занимался под руководством заслуженной артистки Украины В. В. Бесполётовой. В родном городе Лев Шулимович поставил 2 спектакля: «Двадцать лет спустя» Михаила Светлова и «Голый король» Евгения Шварца. Последняя постановка запрещена для показа руководством театра.
В 1969 году он поступает на режиссёрско-актёрский курс Ленинградского государственного института театра, музыки и кинематографии в мастерскую А. А. Музиля. По окончании института он на три года уезжает работать режиссёром в Вологодский областной драматический театр.
В 1978 году эмигрирует в США. Его американский дебют состоялся в 1979 году постановкой пьесы Н. В. Гоголя «Женитьба» в Lexington Conservatory Theatre. В этом же году он начинает преподавать актёрское мастерство и режиссуру в нью-йоркской Stanislavski Studio Of The Theatre — популярной театральной школе, которой руководила ученица Е. Б. Вахтангова Соня Мур. Нью-йоркский режиссёрский дебют Шехтмана состоялся в 1980 году постановкой пьесы А. Тетенбаума «Heat of Re-Entry» («Сгорание в верхних слоях атмосферы») в известном театре Playwrights Horizons. В этом же году Лев Шехтман со своими учениками открывает в Нью-Йорке профессиональный репертуарный театр Theater In Action, которым руководит до 1990 года. При театре начинает функционировать и драматическая студия, где он преподаёт актёрское мастерство и режиссуру. В репертуаре театра пьесы Чехова и Теннеси Уильямса, Камю и Джека Лондона, Гоголя и Бертольда Брехта, Мольера и современного американского драматурга Майкла Макгуайера и многие другие. Особой популярностью у зрителей пользовалась постановка пьесы Григория Горина «Дом, который построил Свифт», американская премьера которой состоялась 1986 году в присутствии автора. В послужном списке Льва Шехтмана сотрудничество со многими известными нью-йоркскими театрами такими как: Manhattan Theatre Club, The Public Theater, The American Place Theatre и McArthur Theater (г. Принстон, штат Нью-Джерси).
С 1986 года Лев Шулимович на протяжении последующих семи лет снимается в фильмах известного польского кино- и телережиссёра, лауреата премии «Оскар», Збигнева Рыбчинского. Телевизионный фильм «Оркестр», в котором он исполняет главную роль, получил в 1990 году телевизионную премию «Эмми» в категории «Лучший короткометражный фильм». Лев Шехтман также снялся в главной роли в фильме режиссёра Джениффер Монтгомери «Troika» («Тройка»), где сыграл Владимира Жириновского. Его последние работы, в кино — одни из главных — роль Владимира в фильме «Indocumentados» («Без документов») и KGB −1 (КГБ-1) в фильме «The Life Experience» («Жизненный опыт»). Он также сыграл роль Кронкса-Михайлова в российском телевизионном сериале «Гражданин начальник-2»
С 1995 по 2000-й год Лев Шехтман работал в американской телерадиокомпании WMNB, вещающей на русском языке, автором и ведущим нескольких теле- и радиопередач. Он также работал редактором и режиссёром ежедневной программы телевизионных новостей.
В 2006 году он дебютирует в Государственном Санкт-Петербургском Молодёжном театре на Фонтанке постановкой спектакля «Синие розы» по пьесе Теннесси Уильямса «Стеклянный зверинец».
В 2008 году в этом же театре в его постановке и инсценировке выходит спектакль «Иов» по одноимённому роману известного австрийского писателя Йозефа Рота.
В 2012 году в Государственном Санкт-Петербургском Молодёжном театре на Фонтанке в постановке и инсценировке Л. Шехтмана выходит спектакль «АБАНАМАТ!» по произведению Сергея Довлатова «Наши».
В 2014 году Шехтман поставил во Владимирском областном академическом театре, Россия «Антигону» по пьесе Жана Ануйя, а в 2017 году в этом же театре «Любовь под вязами» Юджина О’Нила.
В 2017 году Лев Шехтман вместе с продюсером Михаилом Галкиным становится соучредителем Театра Русских Актёров (ТРАКТ) в Нью-Йорке, США. В этом же году он ставит мировую премьеру по пьесе Эдуарда Резника «Раскольников и Процентщица. История любви» сатира по мотивам «Преступления и наказания» Ф. Достоевского и в 2018 году «Уравнение с двумя неизвестными», сценическая версия Льва Шехтмана по мотивам произведений Жана Кокто и Августа Стриндберга.